# 衣摺加美北站
34°38′18″N 135°34′1.3″E / 34.63833°N 135.567028°E
衣摺加美北站（日语：／ Kizuri-Kamikita eki */?）是位於日本大阪府東大阪市衣摺五丁目，屬於西日本旅客鐵道（JR西日本）大阪東線的鐵路車站，車站編號是JR-F13。站名源自於東大阪市衣摺和大阪市平野區加美北。

## 歷史
- 2008年3月15日 - 大阪東線的放出站至久寶寺站區間開業。此時進行新站設置的準備工作。
- 2013年
  - 4月19日 - 新站設置獲得近畿運輸局長同意申請[4]。
  - 7月 - 新站設置獲得近畿運輸局長同意[5]。
- 2015年9月 - 車站工程開始進行[6]。建設時暫定站名為「衣摺站」[7][8]。
- 2016年8月5日 - JR西日本發表新站概要[9]。
- 2017年9月26日 - JR西日本正式決定站名為「衣摺加美北站」。名稱來自車站橫跨東大阪市的「衣摺」地區與大阪市平野區的「加美北」地區[1]。
- 2018年3月17日 - 於大阪東線的JR長瀨站至新加美站之間開業[10][11][12]。開業時導入車站編號。
- 2019年3月16日 - 隨大阪東線延伸至新大阪，編入成為大阪市内站[13]。

## 車站結構
本站為設以2面2線側式月台的高架車站，8節車廂編成對應。各月台配有電梯、手扶梯。此站的設計理念是「紡織製造業歷史的城鎮」。車站西側的東大阪市整建成災害發生的避難場所的站前交通廣場。

### 月台配置
| 月台 | 路線     | 目的地           |
| ---- | -------- | ---------------- |
| 1    | 大阪東線 | 放出、新大阪方向 |
| 2    | 大阪東線 | 久宝寺方向       |

## 使用情況
2018年（平成30年）度1日平均上車人次為1,531人。
開業後1日平均上車人次如下表。
| 年度               | 1日平均 上車人次 | 來源    |
| ------------------ | ---------------- | ------- |
| 2018年（平成30年） | 1,531            | [ * 1 ] |

## 車站周邊
- 大阪市平野下水處理場
- 大阪市設加美靈園・加美長澤公園
- 大阪市立加美北小學校（日语：大阪市立加美北小学校）
- 東大阪市立長瀨中學校（日语：東大阪市立長瀬中学校）
- 東大阪市立長瀨南小學校（日语：東大阪市立長瀬南小学校）
- 東大阪市立大蓮小學校（日语：東大阪市立大蓮小学校）
- 東大阪市立長瀨西小學校（日语：東大阪市立長瀬西小学校）
- 東大阪市立柏田中學校（日语：東大阪市立柏田中学校）
- 久寶寺綠地（日语：久宝寺緑地）（約距離1公里，徒步15分）

## 相鄰車站
西日本旅客鐵道（JR西日本）
 大阪東線
■直通快速
通過
■普通
JR長瀨（JR-F12）－衣摺加美北（JR-F13）－（正覺寺信號場）－新加美（JR-F14）

### 使用情況
1. ↑  大阪府統計年鑑 （页面存档备份，存于） - 大阪府
2. ↑  東大阪市統計書 （页面存档备份，存于） - 東大阪市

大阪府統計年鑑
1. ↑  大阪府統計年鑑（令和元年）PDF

## 外部連結
- 衣摺加美北｜車站資訊：JR出門網 - 西日本旅客鐵道